# فرنتس وشلینی
گراف فرنتس وِشِلِینی (مجاری: Wesselényi Ferenc، زادهٔ ۱۶۰۵ – درگذشتهٔ ۲۳ مارس ۱۶۶۷) اشراف‌زاده، ژنرال و از ۱۶۵۵ تا درگذشتش پالاتین مجارستان بود.

## زندگی
وشلینی در مدرسه یسوعی‌ها به کاتولیک گروید. قدرت بدنی زیاد و خلق خشن او را به سمت حرفه نظامی سوق داد. او در جوانی در چندین نبرد با ترک‌ها شرکت داشت و با یک گروه مجاری در برابر روس‌ها و تاتارها به پادشاه لهستان، ووادیسواف چهارم واسا کمک کرد و در عوض شهروندی لهستان و املاکی به ارزش ۱۰۰٬۰۰۰ تالر دریافت کرد.
فردیناند دوم او را به درجه گراف رساند و او را به فرماندهی قلعه فولِک (فیلاکوو، امروزه اسلواکی) منصوب کرد. در ۱۶۴۷، او ژنرال مجارستان شد و با سوئدی‌ها و بعداً با دْیوردْیْ راکوتسی دوم، پرنس ترانسیلوانی جنگید.
در ۱۵ مارس ۱۶۵۵، پارلمان پوژونی (براتیسلاوا، امروزه اسلواکی) او را به‌عنوان پالاتین انتخاب کرد و در این مقام هم در تاج‌گذاری لئوپولد یکم حضور داشت.
در ۱۶۶۱، او با ارتش هابسبورگ، که در مجارستان ماندگار شده‌بود، دچار ناسازگاری شد و در امور پروتستانتیسم، به نفع مجارها، مشارکت فعال داشت.
در ۱۶۶۵، به همراهی گروهی از اشراف علیه لئوپولد تبانی کرد. پس از مرگ میکلوش زرینی در ۱۸ نوامبر ۱۶۶۴، پِتِر زرینی جانشین برادرش به بان کرواسی، در تمام طول راه از او حمایت کرد؛ و رهبری سازمان به وشلینی رسید. وشلینی قبل از کشف تبانی درگذشت.

## یادداشت
1. ↑  نمایندهٔ پادشاه (به مجاری: nádor)، از ابتدای قرن یازدهم تا ۱۸۴۸ بالاترین مقام در پادشاهی مجارستان و بعداً (از ۱۷۲۳) نایب‌السلطنه بود.